# Leslie Kean
Leslie Kean là một tác giả và nhà báo điều tra làm việc cho tờ Huffington Post. Cô đã xuất bản các tác phẩm liên quan đến UFO từ năm 2000 và là khách mời góp mặt trên chương trình Coast to Coast AM.

## Sự nghiệp
Trong vai trò là nhà báo điều tra độc lập và tác giả của cuốn Surviving Death: A Journalist Investigates Evidence for an Afterlife, được Crown Publishing Group xuất bản năm 2017, một câu chuyện cá nhân về nghiên cứu thông tin đáng kinh ngạc và kích thích tư duy gợi đến sự sống sót qua cái chết. Vào năm 2010, cuốn UFOs: Generals, Pilots, and Government Officials Go on the Record được Penguin Random House xuất bản, là một cuốn sách bán chạy nhất của New York Times. Ba người nổi tiếng đã viết các tài liệu trực tiếp về các sự cố UFO cho cuốn sách của Kean. Với sự tham gia của các tướng lĩnh Không quân và một loạt các nguồn cấp cao – bao gồm cả Fife Symington III, cựu thống đốc bang Arizona và Nick Pope, cựu lãnh đạo Đơn vị Điều tra UFO của Bộ Quốc phòng Anh. Cuốn sách của cô đã được dịch và xuất bản tại Trung Quốc, Pháp, Đài Loan, Brasil, Đức, România, Croatia, Việt Nam, Bulgaria và Serbia. Một phiên bản tiếng Tây Ban Nha đã được phát hành vào năm 2017.
Cô đã giúp sản xuất một bộ phim tài liệu năm 2011 dựa trên UFO cho kênh History Channel, do hãng Breakthru Films thực hiện, một công ty phim độc lập từng đoạt giải thưởng. Kean từng được giới thiệu trên CNN, MSNBC, FOX, The Colbert Report, NPR và USA Today, Vanity Fair, US News & World Report, và Columbia Journalism Review, trong số các hãng truyền thông khác. Bắt đầu từ năm 2012, cô đã đóng góp một loạt bài viết cho Huffington Post và vào năm 2017, cô là đồng tác giả của một câu chuyện trên trang nhất cho tờ New York Times về một chương trình bí mật nghiên cứu về UFO của Lầu Năm Góc trước đây.
Trước khi viết UFO, Kean đã đồng sáng lập Liên minh Tự do Thông tin, một liên minh độc lập ủng hộ sự cởi mở của chính phủ đối với thông tin về UFO. Trong khả năng này, cô là nguyên đơn trong một vụ kiện liên bang theo Đạo luật Thông tin Tự do kéo dài tới năm năm đạt được thành công chống lại NASA, đã giữ kín thông tin liên quan đến vụ tai nạn của một vật thể lạ ở Kecksburg, Pennsylvania năm 1965. Năm 2007, Kean đồng tổ chức một cột mốc Cuộc họp báo quốc tế của Washington, D.C. về các cuộc điều tra UFO chính thức, đã nhận được sự đưa tin của giới truyền thông trên toàn thế giới. Cô cũng là nhà sản xuất cho bộ phim tài liệu độc lập năm 2009 mang tên I know What I Saw của đạo diễn James Fox. Cô đồng tổ chức một hội nghị quốc tế năm 2013 cung cấp một nền tảng cho các nhà khoa học, quan chức chính phủ và nhà báo nghiên cứu UFO để trình bày dữ liệu, và cô còn phụ trách công việc giảng dạy tại Đại học Mỹ năm 2014.
Trước đây, Kean từng làm nhà văn tự do và nhà sản xuất đài phát thanh. Vào năm 1990, cô là người dẫn chương trình trực tuyến cho một chương trình tin tức điều tra hàng ngày trên đài phát thanh KPFA, đài Pacifica ở California. Cô đã đóng góp bài viết cho hàng chục ấn phẩm trong và ngoài nước bao gồm Boston Globe, Philadelphia Inquirer, Atlanta Journal-Constitution, Providence Journal, International Herald Tribune, Globe and Mail, Sydney Morning Herald, The Nation và Journal for Scientific Exploration... Câu chuyện của cô được cung cấp thông qua hãng thông tấn Knight Ridder/Tribune, Scripps-Howard, New York Times, Pacific News Service và National Publishers Association. Trong khi dành nhiều năm để báo cáo về Miến Điện, Kean là đồng tác giả cuốn Burma’s Revolution of the Spirit: The Struggle for Democratic Freedom and Dignity, được Aperture xuất bản vào năm 1994. Cô đã đóng góp các bài tiểu luận cho một số tuyển tập được xuất bản từ năm 1998 đến 2009.
Ngày 16 tháng 12 năm 2017, tờ New York Times đã đăng một bài báo được viết bởi Helene Cooper, Ralph Blumenthal và Kean, tiết lộ sự thực rằng Bộ Quốc phòng Hoa Kỳ đã chi 22,5 triệu đô la cho một chương trình bí mật có tên Chương trình Nhận dạng Hiểm họa Hàng không Tiên tiến nhằm tiến hành điều tra UFO.

## Ấn phẩm
- 1994. Burma's Revolution of the Spirit: The Struggle for Democratic Freedom and Dignity Lưu trữ ngày 27 tháng 12 năm 2019 tại Wayback Machine (Cuộc cách mạng tinh thần của Miến Điện: Đấu tranh vì tự do và phẩm giá dân chủ) – viết chung với Alan Clements. ISBN 978-0893815806.
- 2010. UFOs: Generals, Pilots and Government Officials Go on the Record (UFO: Những tiết lộ mới nhất về UFO từ các phi công, người dân và các cơ quan chính phủ). ISBN 978-0307716842.
  - UFO - Vật thể bay không xác định: Những tiết lộ mới nhất về UFO từ các phi công, người dân và các cơ quan chính phủ, Lê Khánh Toàn dịch, NXB Thế Giới, 2013.
- 2017. Surviving Death: A Journalist Investigates Evidence for an Afterlife (Sống sót sau cái chết: Nhà báo điều tra bằng chứng về thế giới bên kia). ISBN 978-0553419610.